# Xã Athens, Quận Harrison, Ohio
Xã Athens (tiếng Anh: Athens Township) là một xã thuộc quận Harrison, tiểu bang Ohio, Hoa Kỳ. Năm 2010, dân số của xã này là 505 người.